# The Bachelors
The Bachelors est un groupe irlandais de musique populaire, originaire de Dublin. Ils connaissent plusieurs succès internationaux au cours des années 1960, dont huit singles classés parmi les dix premiers au Royaume-Uni entre 1963 et 1966.

## Histoire
Les membres fondateurs du groupe sont Conleth « Con » Cluskey (18 novembre 1935 – 8 avril 2022), son jeune frère Declan « Dec » Cluskey (né le 23 décembre 1941), et leur ami John Stokes (Sean James Stokes) (né le 13 août 1936). Ils forment leur premier groupe en 1957 : The Harmonichords (également connu sous le nom de The Harmony Chords), un groupe instrumental d'harmonica de style classique. Sous le nom de The Harmonichords, ils participent à l'émission Opportunity Knocks de Hughie Green sur Radio Luxembourg et à l'émission spéciale Saint-Patrick du Ed Sullivan Show (filmée à Dublin et diffusée le 15 mars 1959), dans laquelle ils interprètent Danny Boy. En 1960, ils changent de nom pour devenir les Bachelors à la suggestion de Dick Rowe, A&R chez Decca Records, qui aurait recommandé ce nom « parce que c'est le genre de garçon qu'une fille aime ».
Le groupe continue de travailler en direct jusque dans les années 1970, avec des spectacles records dans les théâtres. Après une fin d'année 1960 couronnée de succès, l'album World of the Bachelors atteignant le top 10 en 1968, le groupe devient de moins en moins dominant dans l'industrie musicale en pleine mutation. Ils restent des artistes à succès et passent au label Philips, qui engage des stars de l'easy listening telles que Val Doonican et The New Seekers. Bien que le dernier single des Bachelors ait été classé au hit-parade en 1967, ils continuent à jouer dans les cabarets, en conservant la formation d'origine jusqu'en 1984, date à laquelle il y a eu « une scission désordonnée » entre les frères Cluskey et Stokes.
Après la séparation, les frères Cluskey se sont produits sous le nom de The New Bachelors et Stokes sous le nom de Stokes and Coe ; Stokes se serait également produit sous le nom de The New Bachelors et les Cluskey se sont produits sous le nom de Con and Dec, The Bachelors.
En 2008, une compilation, I Believe - The Very Best of The Bachelors, reprenant les succès des années 1960 ainsi que deux nouvelles chansons enregistrées par Con et Dec Cluskey, est publié par Universal, qui avait acquis le catalogue Decca (disponible aux États-Unis en tant qu'import d'Uni Classics Jazz UK) et atteint la 7e place du classement britannique des albums. Con et Dec Cluskey font des apparitions à la télévision et à la radio pour promouvoir l'album.
Con Cluskey décède le 8 avril 2022, à l'âge de 86 ans. Il vivait à Elland, dans le Yorkshire de l'Ouest, depuis 1970,.

## Film et télévision
Tout au long des années 1960, The Bachelors ont accumulé les tubes et les albums, ont fait des apparitions dans toutes les émissions de télévision de l'époque, et ont participé à deux émissions de Royal Variety. En 1963, ils ont joué dans It's All Over Town avec Frankie Vaughan et The Springfields. L'année suivante, ils apparaissent dans l'émission Sunday Night at the London Palladium, alors présentée par Bruce Forsyth : cet épisode, selon Paul Gambaccini, a atteint la plus grande audience jamais enregistrée pour cette émission très populaire.
En 1964, The Bachelors apparaissent dans un film intitulé Just for You (connu sous le nom de Disk-o-Tek Holiday aux États-Unis), avec le DJ Sam Costa. En 1965, ils tournent I've Gotta Horse avec Billy Fury. En 1971, ils jouent dans une série de comédies de situation intitulée Under and Over, dans laquelle ils interprétaient trois terrassiers irlandais travaillant dans le métro londonien. Six épisodes ont été diffusés sur BBC One.
En décembre 2016, Con et Dec (sous le nom de The Bachelors) apparaissent dans Skeg Vegas de Channel 4, un documentaire unique sur Noel Gee, l'agent de divertissement numéro un de Skegness.

## Discographie

### Albums studio
- 1964 : Presenting: The Bachelors
- 1964 : The Bachelors and 16 Great Songs
- 1964 : Back Again
- 1965 : No Arms Can Ever Hold You
- 1965 : Marie
- 1965 : More Great Hits from The Bachelors
- 1966 : Hits of the Sixties
- 1966 : Bachelors’ Girls
- 1967 : Golden All Time Hits
- 1969 : The World of The Bachelors
- 1973 : Best of the Bachelors
- 1976 : Collection
- 1979 : 25 Golden Greats
- 2008 : I Believe – The Very Best of

### Singles notables
- 1963 : Charmaine
- 1963 : Whispering
- 1964 : Diane
- 1964 : I Believe
- 1964 : Ramona
- 1964 : I Wouldn't Trade You For the World
- 1965 : Marie
- 1966 : The Sounds of Silence
- 1967 : Marta